# Elite de Boston

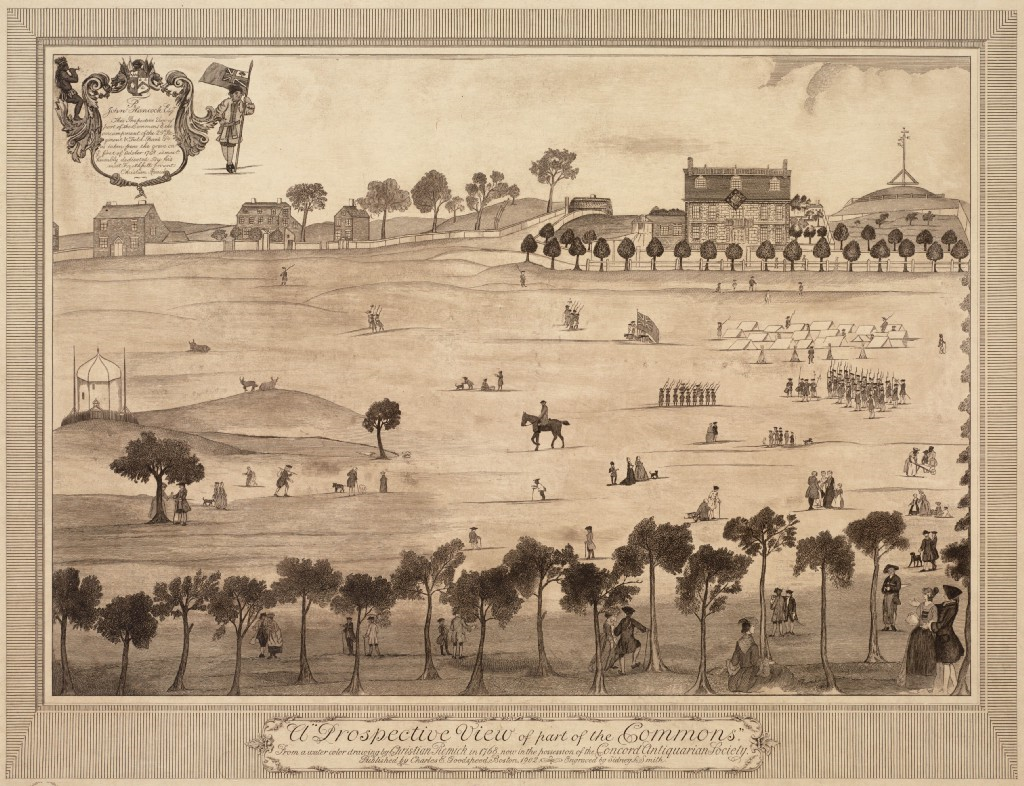
Boston Common na Boston colonial em 1768

Os brâmanes de Boston ou a elite de Boston são membros da histórica classe alta de Boston. Eles são frequentemente associados a um dialeto e sotaque cultivado da Nova Inglaterra ou do Médio Atlântico, Universidade Harvard, anglicanismo e costumes e roupas tradicionais britânico-americanos. Os descendentes dos primeiros colonos ingleses são normalmente considerados os mais representativos dos brâmanes de Boston. Eles são considerados protestantes anglo-saxões brancos (PASBs).

## Etimologia
A frase "Casta Brâmane da Nova Inglaterra" foi cunhada pela primeira vez por Oliver Wendell Holmes, um médico e escritor, em um artigo de 1860 no The Atlantic Monthly. O termo brâmane refere-se à casta sacerdotal dentro das quatro castas do sistema de castas hindu. Por extensão, foi aplicado nos Estados Unidos às antigas e ricas famílias da Nova Inglaterra, de origem protestante britânica, que se tornaram influentes no desenvolvimento das instituições e da cultura americanas. A influência da antiga pequena nobreza americana foi reduzida nos tempos modernos, mas alguns vestígios permanecem, principalmente nas instituições e nos ideais que defenderam no seu apogeu.

## Características

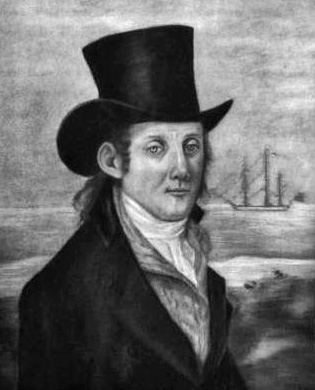
Traje típico da elite de Boston, c. 1816–1817

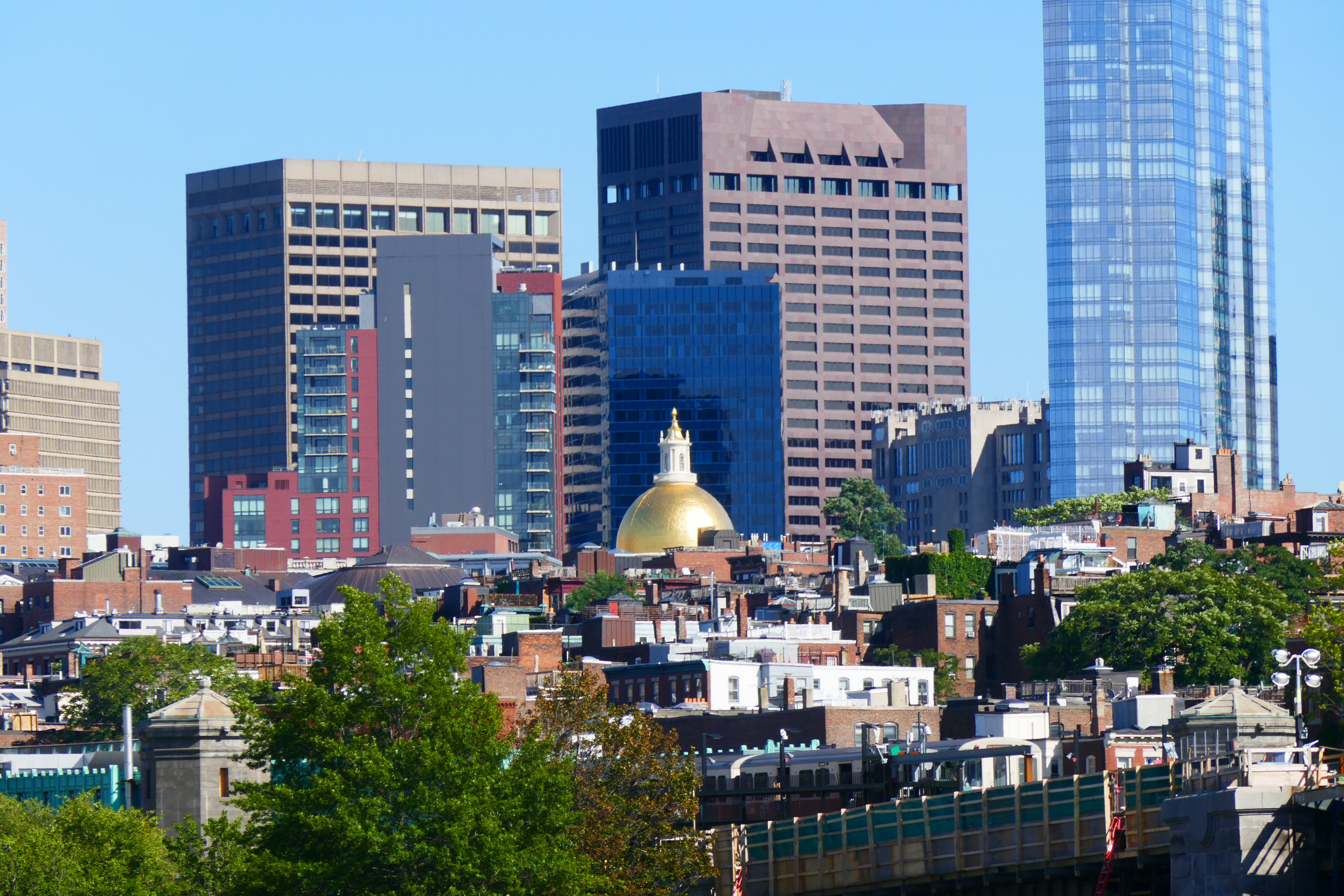
Beacon Hill, um bairro proeminente de Boston Brahmin nas proximidades da Massachusetts State House

A natureza dos brâmanes é referenciada no doggerel "Boston Toast" do ex-aluno da Santa Cruz, John Collins Bossidy:
E esta é a boa e velha Boston,

A casa do feijão e do bacalhau,

Onde os Lowells falam apenas com os Cabots,

E os Cabots falam apenas com Deus.
Muitas famílias brâmanes de grande fortuna do século XIX eram de origem comum; menos eram de origem aristocrática. As novas famílias eram muitas vezes as primeiras a procurar, à moda tipicamente britânica, alianças matrimoniais adequadas com as antigas famílias aristocráticas da Nova Inglaterra, descendentes de proprietários de terras em Inglaterra, para elevar e consolidar a sua posição social. Os Winthrops, Dudleys, Saltonstalls, Winslows e Lymans (descendentes de magistrados, pequena nobreza e aristocracia ingleses) ficaram, em geral, felizes com este acordo. Toda a "elite brâmane" de Boston, portanto, manteve a cultura recebida da antiga nobreza inglesa, incluindo o cultivo da excelência pessoal que imaginavam manter a distinção entre cavalheiros e homens livres, e entre senhoras e mulheres. Eles viam como seu dever manter o que definiam como elevados padrões de excelência, dever e moderação. Culto, urbano e digno, um brâmane de Boston deveria ser a própria essência da aristocracia iluminada. O brâmane ideal não era apenas rico, mas exibia o que era considerado virtudes pessoais e traços de caráter adequados.
Esperava-se que o brâmane mantivesse a costumeira reserva inglesa em seu vestuário, maneiras e comportamento, cultivasse as artes, apoiasse instituições de caridade como hospitais e faculdades e assumisse o papel de líder comunitário.:14 Embora o ideal o exortasse a transcender os valores comerciais comuns, na prática muitos acharam a emoção do sucesso econômico bastante atraente. Os brâmanes alertaram-se mutuamente contra a avareza e insistiram na responsabilidade pessoal. O escândalo e o divórcio eram inaceitáveis. Esta cultura foi reforçada pelos fortes laços familiares presentes na sociedade de Boston. Os jovens frequentavam as mesmas escolas preparatórias, faculdades e clubes privados e os herdeiros casavam-se com herdeiras. A família não servia apenas como um bem económico, mas também como um meio de contenção moral.
A maioria pertencia às igrejas unitárias ou episcopais, embora alguns fossem congregacionalistas ou metodistas. Politicamente, eles foram sucessivamente Federalistas, Whigs e Republicanos. Eles foram marcados por suas maneiras e pela elocução outrora distinta. Seu distinto modo de vestir anglo-americano foi muito imitado e é a base do estilo agora informalmente conhecido como formal. Muitas das famílias brâmanes traçam sua ancestralidade até a classe dominante colonial original dos séculos XVII e XVIII, composta por governadores e magistrados de Massachusetts, presidentes de Harvard, clérigos ilustres e membros da Royal Society of London (um importante órgão científico), enquanto outros ingressaram na sociedade aristocrática da Nova Inglaterra durante o século XIX com os lucros do comércio, muitas vezes casando-se com famílias brâmanes estabelecidas.